# Tord Elvenes
Tord Elvenes, född 10 april 1974, är en svensk före detta ishockeyspelare. Han bildade säsongen 1993 en brödrakedja tillsammans med sina namnkunniga bröder Stefan och Roger i Rögle BK.
Jobbar idag som brandman i Ängelholm